# Supercupa României la handbal feminin 2010-2011
Supercupa României la handbal feminin 2010-2011 a fost a 2-a ediție a competiției de handbal feminin românesc organizate de Federația Română de Handbal (FRH) cu începere din 2007. Ediția 2010-2011 a fost găzduită de Sala Sporturilor Horia Demian din Cluj, pe 5 și 6 august 2011.
Pentru celebrarea a 75 de ani de la înființarea Federației Române de Handbal, competiția a fost organizată diferit față de alte ediții în care s-au înfruntat doar două echipe. Sub denumirea de Trofeul FRH–75 de ani, întrecerea din 2011 s-a desfășurat în sistem Final Four, cu patru echipe care au disputate semifinale, o finală și un meci pentru stabilirea locurilor 3 și 4. Câștigătoarea Supercupei României 2010-2011 a fost echipa CS Oltchim, acesta fiind al doilea trofeu de acest fel obținut de formația din Râmnicu Vâlcea.

## Echipe participante
La ediția 2010-2011 a Supercupei României s-au înfruntat Oltchim Râmnicu Vâlcea, câștigătoarea Ligii Naționale și a Cupei României 2010-2011, și „U” Jolidon Cluj, CSM București și HC Zalău, care s-au clasat pe locurile 2, 3 și 4 în Liga Națională 2010-2011.

## Date
Supercupa României 2010-2011 s-a desfășurat pe datele de 5 august, de la orele 17:30 și 19:30, respectiv pe 6 august, de la orele 11:00 și 13:00. Partidele au fost transmise în direct de postul de televiziune DigiSport 1.

## Partide
Cele patru echipe au fost distribuite să joace în semifinale astfel: locul 1 în Liga Națională cu locul al 3-lea, iar locul al 2-lea cu locul al 4-lea. Câștigătoarele semifinalelor s-au înfruntat în finală, iar învinsele în finala mică.

### Ordinea partidelor
|  | Semifinalele     | Semifinalele |               |    | Finala | Finala |
|  |                  |              |               |    |        |        |
|  | 5 august 2011    |              |               |    |        |        |
|  |                  |              |               |    |        |        |
|  | CS Oltchim       | 45           |               |    |        |        |
|  | CS Oltchim       | 45           | 6 august 2011 |    |        |        |
|  | CSM București    | 25           |               |    |        |        |
|  | CSM București    | 25           | CS Oltchim    | 33 |        |        |
|  | 5 august 2011    |              | CS Oltchim    | 33 |        |        |
|  |                  | HC Zalău     | 26            |    |        |        |
|  | „U” Jolidon Cluj | HC Zalău     | 26            | 24 |        |        |
|  | „U” Jolidon Cluj |              |               | 24 |        |        |
|  | HC Zalău         | 25           |               |    |        |        |
|  | HC Zalău         | 25           | Finala mică   |    |        |        |
|  |                  |              |               |    |        |        |
|  | 6 august 2011    |              |               |    |        |        |
|  |                  |              |               |    |        |        |
|  | „U” Jolidon Cluj | 32           |               |    |        |        |
|  | „U” Jolidon Cluj | 32           |               |    |        |        |
|  | CSM București    | 25           |               |    |        |        |

### Semifinalele
| 5 august 2011 DigiSport 117:30 | „U” Jolidon Cluj | 24 – 25 | HC Zalău  | Sala Sporturilor Horia Demian, Cluj |
| 5 august 2011 DigiSport 117:30 | Paraschiv 7      | (17–12) | Băbeanu 7 | Sala Sporturilor Horia Demian, Cluj |
| 5 august 2011 DigiSport 117:30 | Cronica          |         |           | Sala Sporturilor Horia Demian, Cluj |

| 5 august 2011 DigiSport 119:30 | CS Oltchim      | 45 – 25 | CSM București | Sala Sporturilor Horia Demian, Cluj |
| 5 august 2011 DigiSport 119:30 | Ardean-Elisei 8 | (20–14) | Mihalschi 7   | Sala Sporturilor Horia Demian, Cluj |
| 5 august 2011 DigiSport 119:30 | Cronica         |         |               | Sala Sporturilor Horia Demian, Cluj |

### Finala mică
| 6 august 2011 DigiSport 111:00 | „U” Jolidon Cluj | 32 – 25 | CSM București | Sala Sporturilor Horia Demian, Cluj |
| 6 august 2011 DigiSport 111:00 | Tivadar 7        | (18–13) |               | Sala Sporturilor Horia Demian, Cluj |
| 6 august 2011 DigiSport 111:00 | [ Cronica]       |         |               | Sala Sporturilor Horia Demian, Cluj |

### Finala
| 6 august 2011 DigiSport 113:00 | CS Oltchim | 33 – 26 | HC Zalău   | Sala Sporturilor Horia Demian, Cluj Arbitri: Din, Dinu |
| 6 august 2011 DigiSport 113:00 | Stanca 5   | (18–13) | Băbeanu 15 | Sala Sporturilor Horia Demian, Cluj Arbitri: Din, Dinu |
| 6 august 2011 DigiSport 113:00 |            | Cronica | 1×         | Sala Sporturilor Horia Demian, Cluj Arbitri: Din, Dinu |

## Premii și statistici
- Cea mai bună marcatoare a turneului a fost Daniela Băbeanu de la HC Zalău, care a înscris 22 de goluri. Alte premii acordate:[5][6]

| Post                              | Handbalistă                | Echipă           |
| --------------------------------- | -------------------------- | ---------------- |
| Jucătoarea competiției (MVP)      | Marija Jovanović (MNE)     | CS Oltchim       |
| Cel mai bun portar                | Adina Mureșan (ROU)        | HC Zalău         |
| Miss turneu                       | Adina Fiera (ROU)          | CS Oltchim       |
| Cea mai populară jucătoare        | Mihaela Ani-Senocico (ROU) | „U” Jolidon Cluj |
| Cea mai tânără jucătoare (18 ani) | Andrada Pop (ROU)          | HC Zalău         |